# Operon-modell
Az operon-modell a sejtek génexpresszió szabályozásának egyik módját leíró modell. Az operon általi génreguláció a sejtek gyors és hatékony alkalmazkodását teszi lehetővé az adott környezeti feltételekhez. Eredetileg kizárólag a prokarióták szabályozási módjának tartották, a 90-es évek eleje óta azonban több eukarióta szervezetben (pl. C. elegans-ban és ecetmuslicában) is leírtak operon révén szabályozott géneket.
Az operon jellegzetessége, hogy egy szabályzó régió egyszerre több, a DNS-en egymás után kódolt fehérje szintézisét szabályozza. A DNS-ről képződő mRNS átirat tartalmazza az operon által szabályozott összes fehérje kódját (ún. policisztronos mRNS). Az így szintetizált fehérjék általában jellemzően egy adott feladat elvégzéséhez szükségesek (pl. a triptofán szintéziséhez)
Számtalan operont írtak már le, de történetileg a laktóz operon (lac-operon) és a triptofán operon (trp-operon) a legérdekesebbek.

## Felfedezése
Az operon-modellt először 1960-ban javasolták a Francia Tudományos Akadémia lapjában. Az eredeti modell szerint minden gén kifejeződését operonok szabályozzák egy egyszerű feedback (visszacsatolásos) mechanizmussal, amit repressziónak neveztek el. Később a kutatók rájöttek, hogy valójában a génszabályozás jóval bonyolultabb ennél, nem is igazán lehet általános sémát felállítani, mivel az egyes operonok különböző szabályozó mechanizmusokkal rendelkezhetnek. Az első leírt operon a laktóz operon (lac-operon) volt, amelyet E. coliban fedeztek fel. 1965-ben François Jacob, André Lwoff és Jacques Monod megosztva kaptak Nobel-díjat a génszabályozás terén elért eredményeikért, részben az operon-modell felállításáért.

## Az operon-modell

### A génszabályozás funkciója
A génszabályozás feladata annak eldöntése, hogy a sejtben mely gének expressziója történjen meg a DNS-ről. Nem mindegy ugyanis, hogy a sejt mire „költi” a forrásait, mire használja fel energiatartalékait. Ha például sok triptofán (amely egy fontos aminosav) kerül a sejtbe, akkor teljesen felesleges további triptofánt szintetizálni, így az ezt végző enzimek nem fognak keletkezni és működni. Viszont ha kevés a triptofán, akkor aktív génátírásra kerül sor, hogy a trp-szintetizáló enzimek fedezni tudják a sejt triptofán-szükségleteit.

### Az operon általános felépítése
Az operon eredetileg a prokarióta gének regulációs egysége, amely egy promóter, egy operátor, és rendszerint több struktúrgén régióból áll. Újabban eukarióták körében is leírták, pl. C.elegans-ban, Drosophila-ban, de gerinchúrosok (Chordata-k) esetében is. Eukariótákban is gyakori például, hogy így íródnak át az rRNS-gének.
A promóter régió a struktúrgénektől upstream irányban (az értelmes szálon a struktúrgénektől 5' irányban) helyezkedik el. A promóter régióhoz kötődik az RNS-polimeráz, és itt történik meg az iniciáció.
Az operátor régió a promóter és a struktúrgének között elhelyezkedő DNS-szakasz. Ehhez a régióhoz kötődnek az átírást szabályozó fehérjék, az ún. transzkripciós faktorok. Ezek lehetnek serkentő (aktivátor), vagy gátló (represszor) hatásúak.
A struktúrgének az adott szabályozórégió által együtt szabályozott gének. A DNS-en egymás után helyezkednek el, az RNS-polimeráz egyetlen hosszú, az adott promóterhez tartozó összes struktúrgént tartalmazó mRNS-t szintetizál (policisztronos mRNS).
Egyéb kisebb, nemfehérje molekulák, metabolitok is szerepet játszhatnak a génexpresszióban. Ezek rendszerint allosztérikus, szerkezeti változtatásokkal módosítják a génátírást, típus szerint megkülönböztetünk itt is gátló (korepresszor) és serkentő (induktor) ágenseket.

### Szabályozási módok
Az operonok részleteikben rendkívül változatos szabályozással rendelkezhetnek, azonban négy fő csoportot különböztethetünk meg köztük. Egyrészt az operon lehet pozitívan vagy negatívan szabályozott, a szerint, hogy a transzkripciós faktor kötődése az operátor régióhoz serkenti vagy gátolja a struktúrgének kifejeződését. E szerint a transzkripciós faktorok lehetnek serkentő hatású aktivátorok, vagy gátló hatású represszorok. Másrészt az operonok lehetnek indukálható vagy represszálható típusúak. E szerint a négy fő szabályozási típus:
- Negatív indukálható operon: Az ilyen típusú operon operátor régiójához normálisan egy represszor kötődik, ami gátolja a transzkripciót. Ha azonban jelen van egy ún. inducer molekula (ez lehet fehérje, vagy más típusú molekula is), az hozzákötődik a represszorhoz, amely így elengedi a promótert, és megindulhat a transzkripció.
- Negatív represszálható operon: Ennél a típusnál a represszor alapesetben nem kötődik az operátorhoz, így a transzkripció folyamatosan zajlik. Ha azonban jelen van a sejtben egy ún. korepresszor molekula, az hozzákötődik a represszorhoz, amely így képes lesz az operátor régióhoz kötni, és gátolja a átírást.
- Pozitív indukálható operon: Az aktivátor fehérje alapesetben nem kötődik az operátorhoz, így nem tudja serkenteni a transzkripciót. Ha azonban jelen van egy inducer molekula, az az aktivátorhoz kötődve lehetővé teszi annak kötődését az operátorhoz, amely így a transzkripció megindulását serkenti.
- Pozitív represszálható operon: Az aktivátor alapesetben kötődik a promóterhez, és így serkenti a transzkripciót. Ha azonban jelen van egy gátló inhibitor molekula, az aktivátorhoz kötődve megakadályozza, hogy az az operátorhoz kötődjön, és így serkentse az átírást.

## Lac-operon

A lac-operon működésének egyszerűsített modellje: 1: RNS-polimeráz, 2: represszor, 3: promóter, 4: operátor, 5: laktóz (inducer), 6: lacZ, 7: lacY, 8: lacA. Fent: laktóz hiányában a represszor kötődik az operátorhoz, és gátolja a transzkripciót. Lent: A laktóz hozzákötődik a represszorhoz, amely így elengedi az operátort, és megindulhat a transzkripció. Az ábrán nem szerepel az operon cAMP és CAP fehérje általi szabályozása

Ha E. coli baktérium glükózt tartalmazó táptalajban él, akkor a glükóz-bontó enzimek aktívak, más lebontó anyagcsere-út nincs jelen. Ha a glükóz helyett laktózt biztosítunk a sejteknek, akkor megjelennek a laktózt lebontó enzimek, melyek a tejcukrot képesek hasznosítani. Ennek az aránylag gyors alkalmazkodási folyamatnak a genetikai magyarázatát a lac-operon-modell segítségével érthetjük meg.
A lac-operon egy DNS szakaszt jelöl, mely egy promóter, egy operátor, és három strukturális génből épül fel. Ez a három struktúrgén a laktóz-katabolizmusban fontos enzimek génjei:
- lac-Z, mely a β-galaktozidáz enzimet kódolja, ami a laktózt hasítja glükózra és galaktózra.
- lac-Y, mely a laktóz-permeázt kódolja, ami a laktóz felvételét segíti
- lac-A, mely a β-galaktóz-transzacetilázt kódolja, aminek pontos funkciója még nem ismert

További fontos szabályozó elemek a laktóz-represszor fehérje (lac-represszor), egy CAP-fehérje (catabolit activator protein) és a cAMP molekulája.
A lac-operon kettős szabályozás alatt áll: a glükóz és a laktóz mennyisége határozza meg a transzkripció mértékét. Ennek megfelelően 4 esetet különbözetünk meg:
- glükóz van, laktóz nincs: a glükóz-bontó enzimek természetesen aktívak, viszont a lac-represszor fehérje a lac-operon operátor régiójához kapcsolódik, ezért ott nincs átírás, tehát laktóz-bontó enzimek nem keletkeznek

- glükóz van, laktóz van: a glükóz-metabolizmus ismét aktív, a lac-represszort viszont maga a laktóz inaktiválja, tehát a laktóz-enzimek is szintetizálódhatnának, viszont ez újfent nem történik meg, mivel a lac-operon promótere önmagában „gyenge”, nem képes „magához csalogatni” az RNS-polimerázt

- glükóz nincs, laktóz van: a glükóz-metabolizmus inaktiválódik, és a glükóz hiány beindít egy enzimet (adenil-cikláz), mely ATP-ből ciklikus AMP-t (cAMP-t) készít, ami pedig a CAP fehérjével komplexet képezve transzkripciós faktorként a lac-promóterhez kötődik, serkentve az átírást; mivel a lac-represszort a laktóz már inaktiválta, megkezdőzhet a lac-enzimek szintézise (enzimindukció)

- glükóz nincs, laktóz nincs: bár a cAMP-CAP komplex a promóterhez kötődik, a transzkripció gátolt az operátorhoz csatlakozó lac-represszor miatt

A lac-operon leírásáért 1965-ben François Jacob és Jacques Monod orvosi Nobel-díjat kaptak.

## Trp-operon

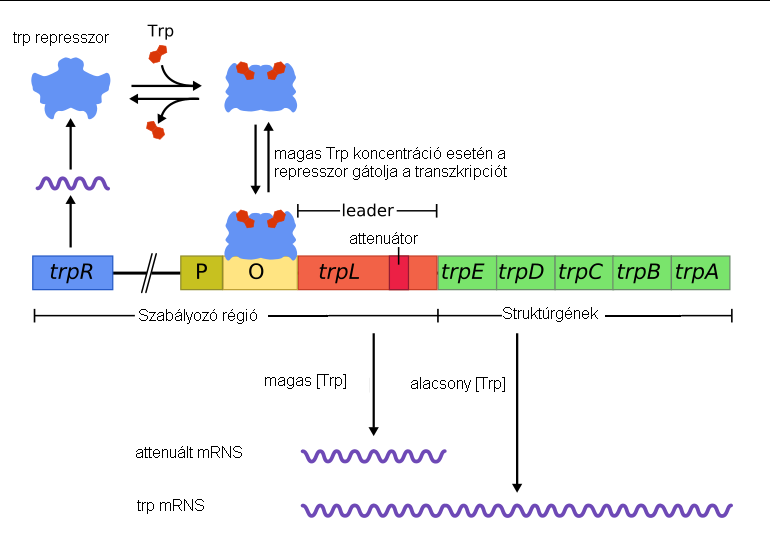
A triptofán operon szabályozása a represszor és a triptofán koncentráció révén

Míg a lac-operon egy lebontó anyagcsereutat szabályoz, a trp-operon egy felépítő utat indukálhat. A triptofán egy aminosav, mely bizonyos fehérjék felépítésében vesz részt.
A trp-operon egy promóter és egy operátor régióból (mely itt a promóteren belül lokalizálódik), egy ún. leader-szekvenciából és öt struktúrgénből áll. Működését tekintve két fő dologban különbözik a lactól. Egyrészt a lac-operon negatív indukálható operon, vagyis a laktóz kötődése a represszorhoz serkenti a fehérjeszintézist. Ezzel szemben a trp-operon negatív represszálható operon, vagyis a Trp kötődése a represszorhoz gátolja a fehérjeszintézist. Másrészt a trp-operonban nemcsak az átírás kezdetét (iniciáció) lehet szabályozni, hanem a végét is (termináció). Ez utóbbi folyamatot attenuációnak nevezzük, és a leader-szekvencia révén megy végbe. A szabályozás tehát két szinten történhet:
- iniciáció-szintjén: ha nincs trp, akkor történhet transzkripció, így a trp-szintézis megindul; ha van trp a rendszerben, akkor az inaktív trp-represszor fehérje trp-nal kapcsolódva aktiválódik, megtörténik az operátor régióhoz való kötődés, és a transzkripció gátolt lesz (génrepresszió)

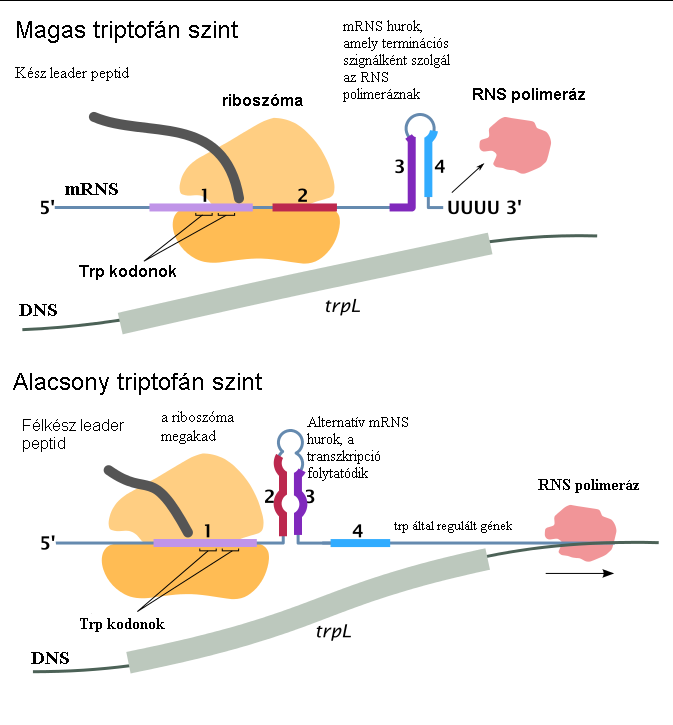
Az attenuáció folyamata a triptofán operonban

- Az attenuáció folyamata a triptofán operonban termináció szintjén: attenuáció; az attenuációt az teszi lehetővé, hogy a prokariótakban az mRNS leolvasása (transzláció) a transzkripció befejezése előtt megkezdődik, vagyis amíg az RNS-polimeráz az mRNS 3’ végét készíti, az mRNS másik, 5’ végén már elkezdődik a transzláció. Mivel egy időben és térben történik, a transzláció befolyásolhatja a transzkripciót. A trp-operon transzkripciója a trpL (leader szekvencia) átírásával kezdődik. A leader szekvencia mRNS-e tartalmaz 4 rövid szakaszt (1-4-ig), amelyek részben komplementerek egymással. Így az 1. szakasz részben komplementer a 2. szakasszal, a 2. szakasz részben komplementer a 3. szakasszal és a 3. szakasz részben komplementer 4. szakasszal. Ezek a szakaszok 3 különböző módon kapcsolódhatnak össze: 1-2, 2-3 és 3-4. Az 1-2 hibridizációja értelemszerűen kizárja a 2.-3.; a 2.-3. hibridizációja értelemszerűen kizárja a 3.-4. szakasz hibridizációját. Az, hogy melyik két szakasz hibridizálódik, a transzláció kezdeti sebességétől függ. A transzláció kezdeti sebességét az 1. szekvenciában található páros triptofán kodon határozza meg. Ha a sejt számára könnyen elérhető a triptofán, akkor van elegendő triptofánt szállító tRNS is, így a transzláció normálisan (gyorsan) halad. Ezzel ellentétben, ha a sejtben hiány van a triptofánból, a triptofánt szállító tRNS-ek megérkezésére várni kell. Amíg nem érkeznek meg a Trp-tRNS-ek, a riboszóma nem tud továbblépni, így a transzláció kezdete lassú. Ha van elegendő triptofán, a riboszóma gyorsan áthalad az 1. szakaszon, és gyorsan eléri a 2-es szakaszt. Így az 1-2 és a 2-3 szakaszok nem tudnak hibridizálódni - a transzláció kezdetétől távolabbi 3 és 4-es szakasz viszont összekapcsolódhat. A 3-4 szakasz hibridizációja az RNS-polimerázhoz közeli mRNS szakaszon történik, így a konformációváltozás hatással van az RNS-polimerázra: leválik a DNS-ről, a transzkripció befejeződik. A 3-4-es szakasz hibridizációjának hatására tehát az RNS-polimeráz még azelőtt disszociál, hogy a struktúrgénekről mRNS készülhetett volna. A triptofán szintetáz nem expresszálódik. Ha nincs elegendő triptofán, a riboszóma lassan halad át az 1. szakaszon, így a 2-3 szakasz hibridizál. Az okozott konformációváltozás nem befolyásolja a transzkripciót, mivel az RNS-polimeráztól távoli mRNS szakaszt érint. A 2-3 szakasz kapcsolódása ráadásul kizárja a 3-4. szakaszok összekapcsolódását. Így a transzkripció zavartalaul folytatódik, a struktúrgénekről mRNS átirat készül, a triptofán szintetáz expresszálódik.

## Külső hivatkozás
- Letölthető interaktív Java szimuláció a lac-operonról: a PhET-től, magyarul.